# Distretti congressuali dell'Arizona

Distretti congressuali dell'Arizona

Lo stato dell'Arizona è diviso in 9 distretti congressuali, ognuno rappresentato da un rappresentante alla Camera dei rappresentanti degli Stati Uniti.
I distretti sono attualmente rappresentati al 119º Congresso degli Stati Uniti d'America da 6 repubblicani e da 2 democratici; un seggio precedente rappresentato da un democratico è attualmente vacante, per la morte di Raúl Grijalva.

## Distretti e rispettivi rappresentanti
| Distretto | Rappresentante   | Partito      | CPVI (2025) | Mandato                    | Mappa del distretto |
| --------- | ---------------- | ------------ | ----------- | -------------------------- | ------------------- |
| 1°        | David Schweikert | Repubblicano | R+1         | 3 gennaio 2011 - in carica |                     |
| 2°        | Eli Crane        | Repubblicano | R+7         | 3 gennaio 2023 - in carica |                     |
| 3°        | Yassamin Ansari  | Democratico  | D+22        | 3 gennaio 2025 - in carica |                     |
| 4°        | Greg Stanton     | Democratico  | D+4         | 3 gennaio 2019 - in carica |                     |
| 5°        | Andy Biggs       | Repubblicano | R+10        | 3 gennaio 2017 - in carica |                     |
| 6°        | Juan Ciscomani   | Repubblicano | EVEN        | 3 gennaio 2023 - in carica |                     |
| 7°        | Vacante          | Vacante      | D+13        | dal 13 marzo 2025          |                     |
| 8°        | Abraham Hamadeh  | Repubblicano | R+8         | 3 gennaio 2025 - in carica |                     |
| 9°        | Paul Gosar       | Repubblicano | R+15        | 3 gennaio 2011 - in carica |                     |

## Cronologia delle configurazioni
Le tabelle riportano le mappe dei confini dei distretti congressuali dello stato dell'Arizona, presentati in maniera cronologica. Vengono mostrati tutti i cicli di modifica periodica dei distretti dal 1973 ad oggi.
| Anno      | Cartina dello stato | Focus su Phoenix |
| --------- | ------------------- | ---------------- |
| 1973–1982 |                     |                  |
| 1983–1992 |                     |                  |
| 1993–2002 |                     |                  |
| 2003–2013 |                     |                  |
| 2013-2023 |                     |                  |
| Dal 2023  |                     |                  |

## Distretti obsoleti
- Distretto congressuale at-large dell'Alabama